# Јеротеј Атински
Јеротеј Атински је православни светитељ и свештеномученик из 1. века, ученик апостола Павла и један од девет чланова Ареопага.
Родио се у Атини. Познавао је светог Дионисија Ареопагита. Нешто после Дионисија примио је хришћанство од апостола Павла. Касније га је апостол Павле постави за епископа Атине. Након успенија Пресвете Богородице Јеротеј је у Јерусалиму и учествовао у њеном погребу. Својим појањем привео је многе хришћанству. Проповедао је Јеванђеље међу незнабошцима и многе обратио у хришћанство. 
Мученички је страдао, крајем 1. века.